# زندگی کنستانتین

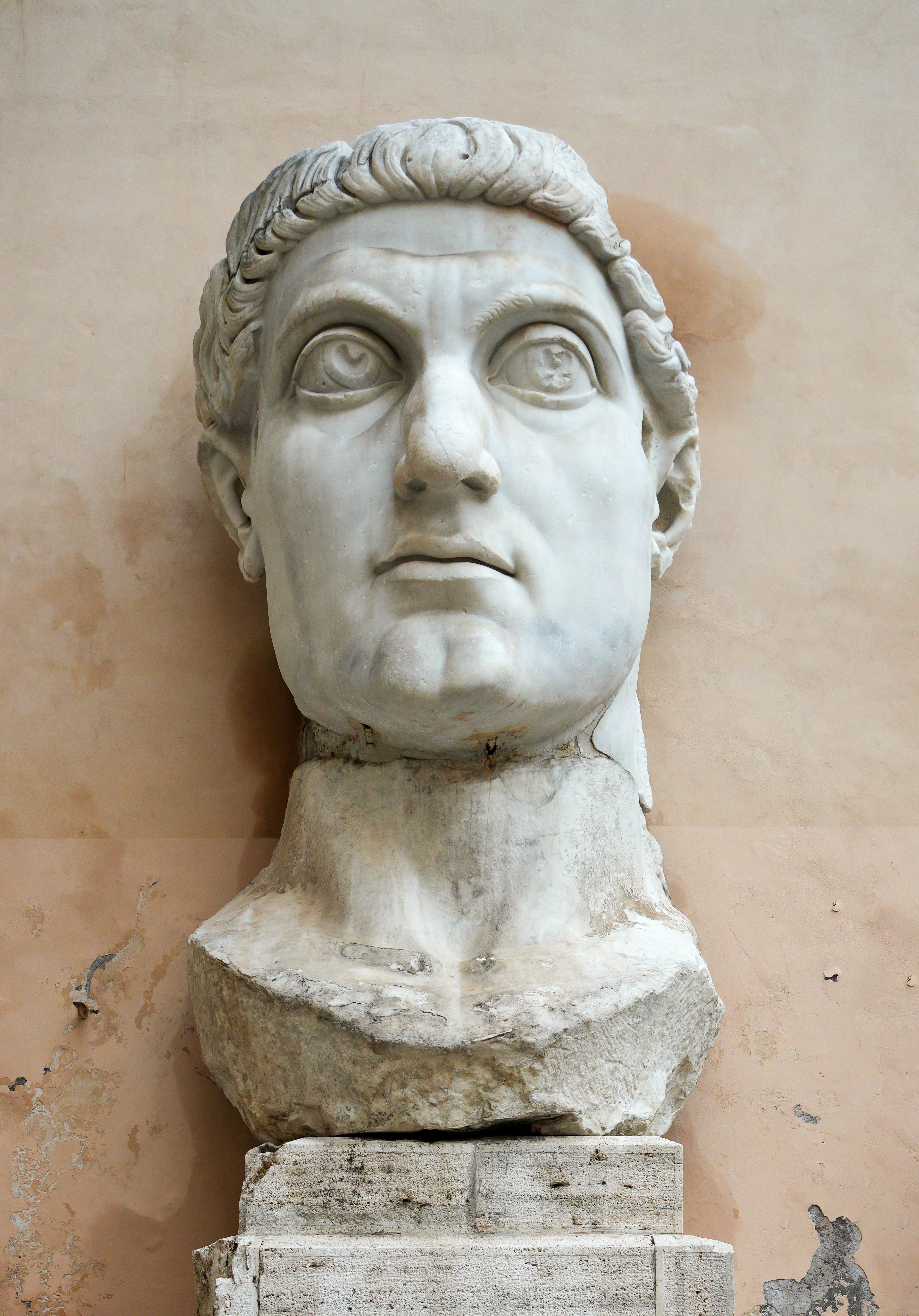
مجسمه کنستانتین در موزه‌های کاپیتولین

زندگی کنستانتین (زبان یونانی: Βίος Μεγάλου Κωνσταντίνου) یا ویتا کنستانتینی (به لاتین: Vita Constantini) کتابی است که به افتخار کنستانتین بزرگ توسط یوسبیوس قیصریه در قرن چهارم پس از میلاد نوشته شده‌است. به دلیل مرگ یوسبیوس در سال ۳۳۹، هرگز تکمیل نشد. این اثر یکی از جامع‌ترین منابع را برای سیاست‌های دینی سلطنت کنستانتین در اختیار محققان قرار می‌دهد. علاوه بر جزئیات سیاست‌های مذهبی امپراتوری روم تحت کنستانتین، اوزبیوس از زندگی کنستانتین برای درگیر کردن چندین دغدغه مذهبی خود، مانند دفاعیات دینی و همچنین یک گزارش نیمه کتاب‌شناختی استفاده می‌کند. از کنستانتین اعتبار آن به عنوان یک متن تاریخی توسط چندین مورخ، به ویژه تیموتی بارنز، به دلیل انگیزه‌های مشکوک و سبک نگارش زیر سؤال رفته‌است.

## غسل تعمید کنستانتین بزرگ
یوسبیوس p. 461–462. نوشته‌است که این داستان یکی از پرتکرارترین داستان هاست. گفته می‌شود که قدیمی‌ترین گزارش مربوط به اعمال سیلوستر است.
هنگامی که کنستانتین بزرگ با ماکسنتیوس می‌جنگید، پس از دیدن علامت صلیب، پیروز شد. او که برای بار دوم توسط همسرش فائوستا به بت‌پرستی کشانده شد، از نظر الهی به جذام مبتلا شد. کاهنان غسل خون نوزادان را تجویز کردند و دستور دادند. اما وقتی ناله‌های مادران را شنید، گفت بهتر است رنج بکشد تا این که این همه نوزاد از بین بروند؛ بنابراین، رسولان، پطرس و پولس، چنان‌که برخی می‌گویند، بر او ظاهر شدند و به او گفتند که سیلوستر نیز او را درمان خواهد کرد، همان‌طور که او این کار را کرد. در مورد غسل تعمید انواع و اقسام داستان و جزئیات گوناگون وجود دارد، اما به‌طور کلی مجموعه داستان‌های مربوط به غسل تعمید او در مرکز رُم وجود دارد و سپاسگزاری از این درمان، مناسبت فرضی اهدای کنستانتین است.